# Prem"jer-liha 2018-2019
La Prem"jer-liha 2018-2019 è stata la 28ª edizione della massima serie del campionato di calcio ucraino. La stagione è iniziata il 21 luglio 2018 e si è conclusa il 30 maggio 2019. Lo Šachtar, già detentore del titolo, ha vinto il campionato per la dodicesima volta nella propria storia.

## Stagione

### Novità
Dalla Prem"jer-liha 2017-2018 sono state retrocesse Zirka, Čornomorec' e Stal' Kam"jans'ke. Dalla Perša Liha sono stati promosse Arsenal Kiev, Desna Černihiv e Poltava. Inoltre il Veres Rivne, dopo appena un anno di permanenza in massima serie, effettua una fusione col L'viv, squadra militante in Druha Liha, e assume la denominazione di quest'ultima. Il 21 giugno 2018, la dirigenza del Poltava annuncia lo scioglimento del club. Per tale motivo, complice l'impossibilita da parte di un club di Perša Liha di rimpiazzare il Poltava per motivi finanziari e mancanza di infrastrutture, il 3 luglio il Čornomorec' viene ufficialmente ripescato.

### Formato
Il campionato si svolge in due fasi: nella prima le dodici squadre si affrontano in un girone di andata e ritorno, per un totale di 22 giornate. Successivamente le squadre vengono divise in due gruppi in base alla classifica: le prime sei formano un nuovo girone e competono per il titolo e la qualificazione alle competizioni europee; le ultime sei invece lottano per non retrocedere in Perša Liha.
Al termine della competizione, la squadra prima classificata diventerà campione d'Ucraina e si qualificherà alla fase a gironi della UEFA Champions League 2019-2020. La seconda classificata sarà ammessa al terzo turno preliminare della UEFA Champions League 2019-2020. Le squadre classificate dal terzo al quinto posto si qualificheranno alla UEFA Europa League 2019-2020, la terza direttamente alla fase a gironi e le altre due al terzo turno preliminare.

## Squadre partecipanti
| Club            | Stagione | Città        | Stadio                            | Stagione precedente        |
| --------------- | -------- | ------------ | --------------------------------- | -------------------------- |
| Arsenal Kiev    | dettagli | Kiev         | Stadio Dynamo Lobanovs'kyj        | 1º posto in Perša Liha     |
| Čornomorec'     | dettagli | Odessa       | Stadio Čornomorec'                | 11º posto in Prem"jer-liha |
| Desna Černihiv  | dettagli | Černihiv     | Stadio Černihiv                   | 3º posto in Perša Liha     |
| Dinamo Kiev     | dettagli | Kiev         | Stadio Olimpico di Kiev           | 2º posto in Prem"jer-liha  |
| Karpaty         | dettagli | Leopoli      | Stadio Ucraina                    | 8º posto in Prem"jer-liha  |
| L'viv           | dettagli | Leopoli      | Arena L'viv                       | 5º posto in Druha Liha     |
| Mariupol'       | dettagli | Mariupol'    | Stadio Volodymyr Bojko            | 5º posto in Prem"jer-liha  |
| Oleksandrija    | dettagli | Oleksandrija | CSC Nika                          | 7º posto in Prem"jer-liha  |
| Olimpik Donec'k | dettagli | Donec'k      | Stadio Dynamo Lobanovs'kyj (Kiev) | 9º posto in Prem"jer-liha  |
| Šachtar         | dettagli | Donec'k      | Stadio Metalist (Charkiv)         | Campione d'Ucraina         |
| Vorskla         | dettagli | Poltava      | Stadio Vorskla                    | 3º posto in Prem"jer-liha  |
| Zorja           | dettagli | Luhans'k     | Slavutyč-Arena (Zaporižžja)       | 4º posto in Prem"jer-liha  |

## Allenatori e primatisti
| Squadra         | Allenatore | Giocatore più presente (tra parentesi il numero delle presenze) | Capocannoniere (tra parentesi il numero dei gol segnati) |
| --------------- | --- | --------------------------------------------------------------- | -------------------------------------------------------- |
| Arsenal Kiev    | Fabrizio Ravanelli (1ª-9ª) Vladyslav Hemenjuk (10ª) V″jačeslav Hroznyj (11ª-18ª) Ihor Leonov (19ª-32ª)                   | Andrij Dombrovs'kyj (29)                                        | Serhij Vakulenko (7)                                     |
| Čornomorec'     | Angel Červenkov | Artem Čornij Dmytro Ryžuk (29+2)                                | Árni Vilhjálmsson (7)                                    |
| Desna Černihiv  | Oleksandr Rjabokon' | Denys Favorov (31)                                              | Denys Favorov (7)                                        |
| Dinamo Kiev     | Aljaksandr Chackevič | Viktor Cyhankov (31)                                            | Viktor Cyhankov (18)                                     |
| Karpaty         | Oleh Bojčyšyn (1ª-4ª) José Morais (5ª-16ª) Oleh Bojčyšyn (17ª-18ª) Fabri (19ª-31ª) Oleksandr Čyževs'kyj (32ª e play-out) | Serhij Mjakuško (32+2)                                          | Mar"jan Šved (14)                                        |
| L'viv           | Andrij Demčenko (1ª-4ª) Jurij Bakalov (5ª-23ª) Taras Hrebenjuk (24ª) Bohdan Blavac'kyj (25ª-32ª)                         | Volodymyr Adamjuk (32)                                          | Bruno Duarte (9)                                         |
| Mariupol'       | Oleksandr Babyč | Dmytro Myšn'ov (31)                                             | Oleksandr Zubkov (8)                                     |
| Oleksandrija    | Volodymyr Šaran | Jurij Pan'kiv (31)                                              | Jevhen Banada (9)                                        |
| Olimpik Donec'k | Roman Sanžar (1ª-10ª) V″jačeslav Ševčuk (11ª-24ª) Ihor Klymovs'kyj (25ª-32ª)                                             | Pavlo Ks'onz (30)                                               | Maksym Dehtjar'ov (8)                                    |
| Šachtar         | Paulo Fonseca | Ismaily Júnior Moraes Alan Patrick Andrij Pjatov (27)           | Júnior Moraes (19)                                       |
| Vorskla         | Vasyl' Sačko (1ª-22ª) Vitalij Kosovs'kyj (23ª-32ª)                                                                       | Pavlo Rebenok (30)                                              | V″jačeslav Šarpar (6)                                    |
| Zorja           | Jurij Vernydub | Oleksandr Karavajev (31)                                        | Oleksandr Karavajev (8)                                  |

## Prima fase

### Classifica
|  | Pos. | Squadra         | Pt | G  | V  | N | P  | GF | GS | DR  |
|  | ---- | --------------- | -- | -- | -- | - | -- | -- | -- | --- |
|  | 1.   | Šachtar         | 57 | 22 | 18 | 3 | 1  | 52 | 9  | +43 |
|  | 2.   | Dinamo Kiev     | 50 | 22 | 16 | 2 | 4  | 40 | 11 | +29 |
|  | 3.   | Oleksandrija    | 41 | 22 | 12 | 5 | 5  | 31 | 19 | +12 |
|  | 4.   | Zorja           | 32 | 22 | 8  | 8 | 6  | 28 | 20 | +8  |
|  | 5.   | L'viv           | 30 | 22 | 7  | 9 | 6  | 19 | 20 | -1  |
|  | 6.   | Mariupol'       | 30 | 22 | 8  | 6 | 8  | 24 | 33 | -9  |
|  | 7.   | Vorskla         | 29 | 22 | 9  | 2 | 11 | 18 | 28 | -10 |
|  | 8.   | Desna Černihiv  | 28 | 22 | 8  | 4 | 10 | 23 | 24 | -1  |
|  | 9.   | Karpaty         | 21 | 22 | 5  | 6 | 11 | 26 | 37 | -11 |
|  | 10.  | Olimpik Donec'k | 20 | 22 | 4  | 8 | 10 | 25 | 33 | -8  |
|  | 11.  | Čornomorec'     | 16 | 22 | 4  | 4 | 14 | 12 | 34 | -22 |
|  | 12.  | Arsenal Kiev    | 12 | 22 | 3  | 3 | 16 | 12 | 42 | -30 |

Legenda:
      Ammesse alla poule scudetto
      Ammesse alla poule retrocessione
Tre punti a vittoria, uno a pareggio, zero a sconfitta.
In caso di arrivo di due o più squadre a pari punti, la graduatoria verrà stilata secondo la classifica avulsa tra le squadre interessate.

### Risultati
|                 | Ars  | Čor  | Des  | DKi  | Kar  | Lvi  | Mar  | Ole  | Oli  | Šac  | Vor  | Zor |
| --------------- | ---- | ---- | ---- | ---- | ---- | ---- | ---- | ---- | ---- | ---- | ---- | --- |
| Arsenal Kiev    | –––– | 1-1  | 0-2  | 0-1  | 1-1  | 0-2  | 1-2  | 0-3  | 1-3  | 0-3  | 2-2  | 0-5 |
| Čornomorec'     | 2-1  | –––– | 1-0  | 1-1  | 0-5  | 0-1  | 0-1  | 0-3  | 2-1  | 0-1  | 0-1  | 0-3 |
| Desna Černihiv  | 1-0  | 2-0  | –––- | 1-2  | 2-2  | 0-1  | 2-0  | 0-2  | 0-1  | 0-2  | 0-2  | 0-2 |
| Dinamo Kiev     | 4-0  | 2-0  | 4-0  | –––– | 0-2  | 0-1  | 4-0  | 1-0  | 1-0  | 1-0  | 1-0  | 5-0 |
| Karpaty         | 1-2  | 1-0  | 0-2  | 0-4  | –––– | 0-1  | 1-1  | 0-2  | 2-2  | 1-6  | 0-1  | 0-1 |
| L'viv           | 1-0  | 0-1  | 1-3  | 0-1  | 1-1  | –––– | 2-2  | 2-2  | 1-1  | 0-2  | 0-2  | 0-0 |
| Mariupol'       | 1-0  | 0-0  | 1-4  | 0-2  | 1-1  | 2-2  | –––– | 1-0  | 2-1  | 0-3  | 1-0  | 3-2 |
| Oleksandrija    | 1-0  | 3-2  | 1-1  | 2-1  | 2-1  | 1-2  | 1-1  | –––– | 1-1  | 0-2  | 2-0  | 1-0 |
| Olimpik Donec'k | 0-1  | 1-0  | 1-1  | 1-2  | 1-2  | 1-1  | 1-3  | 2-3  | –––– | 2-5  | 1-0  | 1-1 |
| Šachtar         | 3-0  | 3-0  | 1-0  | 2-1  | 5-0  | 0-0  | 2-0  | 2-0  | 2-2  | –––– | 4-1  | 1-1 |
| Vorskla         | 0-2  | 2-1  | 0-0  | 0-1  | 0-4  | 1-0  | 2-1  | 0-1  | 2-1  | 0-2  | –––– | 2-1 |
| Zorja           | 3-0  | 1-1  | 0-2  | 1-1  | 2-1  | 0-0  | 2-1  | 0-0  | 0-0  | 0-1  | 3-0  | ––– |

## Poule Scudetto

### Classifica
|                    | Pos. | Squadra      | Pt | G  | V  | N  | P  | GF | GS | DR  |
| ------------------ | ---- | ------------ | -- | -- | -- | -- | -- | -- | -- | --- |
| Ucraina (bandiera) | 1.   | Šachtar      | 83 | 32 | 26 | 5  | 1  | 73 | 11 | +62 |
|                    | 2.   | Dinamo Kiev  | 72 | 32 | 22 | 6  | 4  | 54 | 18 | +36 |
|                    | 3.   | Oleksandrija | 49 | 32 | 14 | 7  | 11 | 39 | 34 | +5  |
|                    | 4.   | Mariupol'    | 43 | 32 | 12 | 7  | 13 | 36 | 47 | -11 |
|                    | 5.   | Zorja        | 43 | 32 | 11 | 10 | 11 | 39 | 34 | +5  |
|                    | 6.   | L'viv        | 34 | 32 | 8  | 10 | 14 | 25 | 40 | -15 |

Legenda:
      Campione di Ucraina e ammessa alla UEFA Champions League 2019-2020
      Ammessa alla UEFA Champions League 2019-2020
      Ammesse alla UEFA Europa League 2019-2020
Note:
Tre punti a vittoria, uno a pareggio, zero a sconfitta.
In caso di arrivo di due o più squadre a pari punti, la graduatoria verrà stilata secondo la classifica avulsa tra le squadre interessate.

### Risultati
|              | DKi  | Lvi  | Mar  | Ole  | Šac  | Zor  |
| ------------ | ---- | ---- | ---- | ---- | ---- | ---- |
| Dinamo Kiev  | –––– | 2-1  | 2-1  | 1-1  | 0-0  | 1-1  |
| L'viv        | 0-1  | –––– | 2-3  | 1-2  | 0-3  | 0-0  |
| Mariupol'    | 0-1  | 2-0  | –––– | 1-1  | 0-1  | 3-1  |
| Oleksandrija | 0-2  | 0-1  | 2-1  | –––– | 0-1  | 0-2  |
| Šachtar      | 1-1  | 5-0  | 4-0  | 2-1  | –––– | 3-0  |
| Zorja        | 2-3  | 2-1  | 0-1  | 3-1  | 0-1  | –––– |

## Poule Retrocessione

### Classifica
|  | Pos. | Squadra         | Pt | G  | V  | N  | P  | GF | GS | DR  |
|  | ---- | --------------- | -- | -- | -- | -- | -- | -- | -- | --- |
|  | 7.   | Vorskla         | 42 | 32 | 12 | 6  | 14 | 31 | 43 | -12 |
|  | 8.   | Desna Černihiv  | 41 | 32 | 12 | 5  | 15 | 35 | 41 | -6  |
|  | 9.   | Olimpik Donec'k | 34 | 32 | 7  | 13 | 12 | 41 | 48 | -7  |
|  | 10.  | Karpaty         | 33 | 32 | 8  | 9  | 15 | 44 | 53 | -11 |
|  | 11.  | Čornomorec'     | 31 | 32 | 8  | 7  | 17 | 31 | 49 | -18 |
|  | 12.  | Arsenal Kiev    | 26 | 32 | 7  | 5  | 20 | 26 | 56 | -30 |

Legenda:
      Retrocessa in Perša Liha 2019-2020
Note:
Tre punti a vittoria, uno a pareggio, zero a sconfitta.
In caso di arrivo di due o più squadre a pari punti, la graduatoria verrà stilata secondo la classifica avulsa tra le squadre interessate.

### Risultati
|                 | Ars  | Čor  | Des  | Kar  | Oli  | Vor  |
| --------------- | ---- | ---- | ---- | ---- | ---- | ---- |
| Arsenal Kiev    | –––– | 3-3  | 2-0  | 2-3  | 1-1  | 1-0  |
| Čornomorec'     | 1-3  | –––– | 3-0  | 3-1  | 1-1  | 1-2  |
| Desna Černihiv  | 1-0  | 2-4  | –––– | 2-1  | 2-1  | 0-1  |
| Karpaty         | 1-2  | 0-0  | 2-0  | –––– | 3-3  | 4-0  |
| Olimpik Donec'k | 2-0  | 2-1  | 0-2  | 3-2  | –––– | 1-1  |
| Vorskla         | 2-0  | 1-2  | 3-3  | 1-1  | 2-2  | –––– |

## Spareggi promozione-retrocessione
|                 | Risultati |                 | Luogo e data             |
| --------------- | --------- | --------------- | ------------------------ |
| Čornomorec'     | 0-0       | Kolos Kovalivka | Odessa, 4 giugno 2019    |
| Kolos Kovalivka | 2-0       | Čornomorec'     | Kovalivka, 8 giugno 2019 |
|                 |           |                 |                          |
| Karpaty         | 0-0       | Volyn'          | Leopoli, 4 giugno 2019   |
| Volyn'          | 0-3       | Karpaty         | Luc'k, 8 giugno 2019     |
|                 |           |                 |                          |

## Statistiche

### Squadre

#### Capoliste solitarie
|    | —— | —— | ——    | —— | —— | ——      | ——      | ——      | ——      | ——      | ——      | ——      | ——      | ——      | ——      | ——      | ——      | ——      | ——      | ——      | ——      | ——      | ——      | ——      | ——      | ——      | ——      | ——      | ——      | ——      | ——      | —— |  |
|    |    |    | Olek. |    |    | Šachtar | Šachtar | Šachtar | Šachtar | Šachtar | Šachtar | Šachtar | Šachtar | Šachtar | Šachtar | Šachtar | Šachtar | Šachtar | Šachtar | Šachtar | Šachtar | Šachtar | Šachtar | Šachtar | Šachtar | Šachtar | Šachtar | Šachtar | Šachtar | Šachtar | Šachtar |    |  |
|    |    |    |       |    |    |         |         |         |         |         |         |         |         |         |         |         |         |         |         |         |         |         |         |         |         |         |         |         |         |         |         |    |  |
|    |    |    |       |    |    |         |         |         |         |         |         |         |         |         |         |         |         |         |         |         |         |         |         |         |         |         |         |         |         |         |         |    |  |
| 1ª | 2ª | 3ª | 4ª    | 5ª | 6ª | 7ª      | 8ª      | 9ª      | 10ª     | 11ª     | 12ª     | 13ª     | 14ª     | 15ª     | 16ª     | 17ª     | 18ª     | 19ª     | 20ª     | 21ª     | 22ª     | 23ª     | 24ª     | 25ª     | 26ª     | 27ª     | 28ª     | 29ª     | 30ª     | 31ª     | 32ª     |    |  |

### Individuali

#### Classifica marcatori
| Gol | Rigori |  | Giocatore           | Squadra                      |
| --- | ------ |  | ------------------- | ---------------------------- |
| 19  | 1      |  | Júnior Moraes ()    | Šachtar                      |
| 18  | 7      |  | Viktor Cyhankov     | Dinamo Kiev                  |
| 14  | 3      |  | Mar"jan Šved        | Karpaty                      |
| 9   |        |  | Jevhen Banada       | Oleksandrija                 |
| 9   |        |  | Bruno               | L'viv                        |
| 9   | 1      |  | Marlos              | Šachtar                      |
| 9   | 5      |  | Serhij Vakulenko    | Olimpik Donec'k/Arsenal Kiev |
| 8   |        |  | Maksym Dehtjar'ov   | Olimpik Donec'k              |
| 8   | 2      |  | Oleksandr Karavajev | Zorja                        |
| 8   | 3      |  | Serhij Mjakuško     | Karpaty                      |
| 8   | 1      |  | Oleksandr Zubkov    | Mariupol'                    |
| 7   | 1      |  | Andrij Borjačuk     | Mariupol'                    |
| 7   |        |  | Matar Dieye         | Olimpik Donec'k              |
| 7   | 1      |  | Denys Favorov       | Desna Černihiv               |
| 7   |        |  | Artem Hromov        | Zorja                        |
| 7   | 2      |  | Viktor Kovalenko    | Šachtar                      |
| 7   |        |  | Benjamin Verbič     | Dinamo Kiev                  |
| 7   | 2      |  | Árni Vilhjálmsson   | Čornomorec'                  |